# Титовы
Тито́вы — русский дворянский род.
Исторически фамилия является отчеством от русского церковного мужского имени Тит.
Опричниками Ивана Грозного числились: Второй, Меньшик, Роман и Улан Титовы (1573). Однако неясно,  является ли определение «Титов» для опричников всего лишь отчеством или уже стало родовым (передающимся от отца к сыну) прозвищем (фамилией).

## Дворянские роды
Существовало несколько древних русских дворянских родов Титовых разного происхождения.
В чине стольника в 1695—1698 гг. воеводой в Галиче служил Пётр Парамонович Титов с имением в погосте Пировском Новгородской земли, а его брат Николай Парамонович Титов в 1702 г. служил воеводой Бежецкого Верха в Городецке. В 1702 году он сообщал Великому Государю: «в Бежецком уезде ходят великим собранием воры и разбойники человек по сту и больше, и помещиковы, и вотчинниковы, и монастырские сёлы и деревни разоряют и жгут, и в тех сёлах и деревнях крестьян огнём жгут до смерти и пожитки их грабят и церкви Божие и святые иконы и церковную утварь грабят же и жгут…»

### Новгородский род Титовых
Происходит из Новгорода. При подаче документов (20 ноября 1686) для внесения рода в Бархатную книгу, была предоставлена родословная роспись Титовых и Палата родословных дел направила (16 декабря 1686) запрос в Посольский приказ о выписке из хроники Александра Гваньини о воеводстве в Старице при Иване IV Бориса Ивановича Титова, который был получен с подтверждением (31 декабря 1686). В XVI и XVII веках Титовы служили степенными ключниками. Семён Степанович (ум. 1676) при царе Алексее Михайловиче был думным дьяком (1668-1676). Его сын Григорий (ум. 1713) был комендантом в Таганроге.
К этому роду принадлежат: дипломат и археолог Владимир Павлович Титов (1807—1891), бывший послом в Константинополе и членом Государственного совета, и Абросим Васильевич Титов, в иночестве Алексей, архиепископ Рязанский (1672—1751), а также известные композиторы:
- Титов, Алексей Николаевич (1769—1827), генерал-майор.
  - Титов, Николай Алексеевич (1800—1875), «дедушка русского романса»
  - Титов, Михаил Алексеевич (1804—1853) также композитор-любитель, автор нескольких романсов и фортепьянных танцев.
- Титов, Сергей Николаевич (1770—1825), генерал-майор, член Военной коллегии.
- Титов, Николай Фёдорович (1759 — после 1816), российский командир эпохи наполеоновских войн, генерал-майор;
- Титов, Фёдор Фёдорович (?—1880) — морской офицер, участник Крымской войны.

Этот род Титовых внесён в VI часть родословных книг Московской, Новгородской, Владимирской и Рязанской губерний. Герб рода Титовых внесён в Часть 2 Общего гербовника дворянских родов Всероссийской империи, стр. 80.

### Другие дворянские роды
Есть ещё два рода Титовых, восходящих к XVII веку, и много родов того же имени позднейшего происхождения, получивших дворянское звание по выслуге гражданского или военного чина.

## Описание гербов
В Гербовнике Анисима Титовича Князева 1785 года имеется изображения трёх печатей с гербами представителей рода Титовых:
1. Герб Степана Ларионовича Титова: щит разделён горизонтально на две части. В верхней части, в серебряном поле, серый ангел с мечом в правой руке (Святой Михаил?). В нижней части, в синем поле, золотой зверь (?), мордой вправо. Щит покрыт княжеской мантией и увенчан шапкой княжеского достоинства.
2. Герб лейб-гвардии капитана-поручика, Спасского уездного предводителя дворянства (1782-1787) Михаила Петровича Титова:  щит поделён на четыре части. В первой части, в синем поле,  согнутая рука в серебряных латах с мечом выходящая из облака (польский герб Малая Погоня). Во второй части, в красном поле, золотой одноглавый орёл с распростёртыми крыльями, головой повёрнутый вправо. В третьей части, в серебряном поле, зелёное дерево. В четвертой части, в синем поле,  серебряная лошадь (медведь?) стоящая на задних ногах, а в передних держащая секиру. Щит увенчан дворянской короной (дворянский шлем и намёт отсутствуют). Вокруг щита две лавровые ветви скрещенным между собой внизу и завязанные лентой.
3. Герб секунд-майора Ярославского пехотного полка, статского советника (1753) Григория Васильевича Титова: щит имеющий серебряное поле, поделён горизонтально на две половины и верхняя половина поделена вертикально на две части (единое серебряное поле для трёх частей герба это нарушение геральдических правил). В первой верхней части, чёрная лошадь (медведь?) стоящий на задних лапах, мордою влево. Во второй, в верхней части, чёрный орёл с распростёртыми крыльями и повернутой головой вправо. В нижней половине, коричневое дерево с красными цветами, по сторонам которого латинские буква G и T от имени и фамилии гербовладельца. Щит увенчан дворянской короной (дворянский шлем и намёт отсутствуют. Вокруг щита фигурная виньетка[7].

## Известные представители
- Титов Семён - дьяк (1658), воевода в Смоленске (1659-1661).
- Титов Иван Васильевич - московский дворянин (1660-1668), походный московский дворянин царицы Натальи Кирилловны (1676-1677).
- Титов Афанасий Степанович - воевода в Орле (1672-1673).
- Титов Василий Григорьевич - стольник царицы Прасковьи Фёдоровны (1692).
- Титовы: Михаил Иванович, Иван Михайлович, Алексей Степанович - московские дворяне (1692).
- Титовы: Никита и Пётр Парамоновичи, Иван Иванович, Кузьма, Григорий и Алексей Семёновичи - стольники (1678-1695).
- Титов Василий - дьяк (1699)[8][9].
- Титов Николай Аггеевич - подпоручик лейб-гвардейского Финляндского полка, погиб в Бородинской битве (26 августа 1812)[10].